# Nicanor el Elefante
Nicanor (latín; griego antiguo Νικάνωρ Nikanōr) o Nikanor, apodado el Elefante, fue uno de los generales del rey Filipo V de Macedonia en el siglo II a. C.
Junto con su ejército, invadió Ática poco después de iniciada la guerra entre Filipo y los romanos en 200 a. C. Sin embargo, luego de arrasar parte del territorio, las protestas de los embajadores romanos que se encontraban en Atenas lo convencieron de retirarse.
Nicanor vuelve a ser mencionado como el comandante de la retaguardia del ejército de Filipo durante la batalla de Cinoscéfalas en 197 a. C., en la cual los romanos obtuvieron la victoria.